# Eugene Nugent
Eugene Martin Nugent (né le 21 octobre 1958) est un prélat catholique irlandais qui exerce les fonctions de nonce apostolique à Bahreïn (en), au Koweït (en) et au Qatar (en) depuis janvier 2021.

## Formation
Nugent est né à Gurtaderra, Scariff, comté de Clare le 21 octobre 1958
Il étudie à l'école primaire à l'école nationale de Clonusker et l'école secondaire au collège de Scariff. Nugent étudie pour la prêtrise au St Patrick's College de Maynooth, où il obtient un Bachelor of Arts en études celtiques de l'Université nationale d'Irlande, et au Collège pontifical irlandais (en), Rome, où il obtient un Bachelor of Theology (en) de l'Université pontificale grégorienne.
Nugent est ordonné prêtre pour le diocèse de Killaloe le 9 juillet 1983

## Ministère presbytéral
Après son ordination, Nugent termine une licence en droit canonique à l'université pontificale grégorienne, avant de retourner dans le diocèse de Killaloe en 1984, où il reçoit sa première affectation pastorale en tant que vicaire dans la paroisse cathédrale à Ennis, jusqu'en 1987.
Nugent retourne à Rome en 1988, où il travaille à la Section des affaires générales de la Secrétairerie d'État, avant d'entrer à l'Académie pontificale ecclésiastique en 1991, en vue d'une carrière diplomatique pour le Saint-Siège. Il obtient un doctorat en droit canonique de l'Université pontificale grégorienne en 1992.

## Carrière diplomatique
Après avoir terminé ses études à l'Académie pontificale ecclésiastique, Eugene Nugent entre au service diplomatique du Saint-Siège le 1er juillet 1992, avec sa première nomination diplomatique en tant que secrétaire de la nonciature apostolique en Turquie (en), en Israël et en Palestine (en). Il ste ensuite nommé à la nonciature apostolique aux Philippines (en) en 2000, mais tout en étant officiellement affecté à la nonciature apostolique à Manille, il réside à Hong Kong, d'où il dirige la mission d'étude du Saint-Siège. Durant sa mission, Nugent s'occupe des relations entre les communautés catholiques de Chine et le Saint-Siège, cependant son efficacité est compromise par le refus du gouvernement de Pékin de l'autoriser à se rendre régulièrement en Chine continentale, ce qui a pour conséquence que les relations sont souvent maintenues secrètes,.

### Nonce apostolique à Madagascar, à Maurice et aux Seychelles
Nugent est nommé nonce apostolique à Madagascar (en), délégué apostolique aux Comores (en) et à la Réunion et archevêque titulaire de Domnach Sechnaill (de) par le pape Benoît XVI le 13 février 2010,,,. Il est également nommé nonce apostolique à Maurice (en) et aux Seychelles (en) le 13 mars
Nugent est consacré par le cardinal secrétaire d'État, Tarcisio Bertone, le 18 mars dans la basilique Saint-Pierre, Rome,

### Nonce apostolique en Haïti
Nugent est nommé nonce apostolique en Haïti par le pape François le 10 janvier 2015,,. Il défend de nombreuses causes au cours de sa mission, notamment la reconstruction des églises après le séisme en 2010 et la facilitation du dialogue politique afin de mettre fin à la crise politique dans le pays

### Nonce apostolique à Bahreïn, au Koweït et au Qatar
Nugent est nommé nonce apostolique au Koweït (en) et au Qatar (en) par le pape François le 7 janvier 2021,,,
Il est également nommé nonce apostolique à Bahreïn (en) le 11 février.